# Teresa de Lauretis
Teresa de Lauretis – włoska teoretyczka kultury, literaturoznawca, badaczka studiów feministycznych, queerowych i genderowych. Profesor Uniwersytetu Kalifornijskiego w Santa Cruz, posiada doktorat z dziedziny języków nowożytnych i literatury Uniwersytetu Bacconi z Mediolanu, obecnie mieszka i pracuje w USA.
Jej praca naukowa obejmuje kwestie związane z semiotyką, psychoanalizą, teorią filmu, literatury oraz studiami genderowo-queerowymi i feministycznymi. Prace publikuje zarówno w języku włoskim, jak i angielskim, jej prace zostały przetłumaczone na kilkanaście języków. Znana z wprowadzenia do dyskursu naukowego pojęcia queer theory.